# Psoralea glaucina
Psoralea glaucina är en ärtväxtart som beskrevs av William Henry Harvey. Psoralea glaucina ingår i släktet Psoralea och familjen ärtväxter. Inga underarter finns listade i Catalogue of Life.